# Міхелаша
Міхелаша (рум. Mihălașa) — село у Теленештському районі Молдови. Адміністративно підпорядковане місту Теленешти.

## Населення
За даними перепису населення 2004 року у селі проживали 1350 осіб.
Національний склад населення села:
| Національність   | Кількість осіб | Відсоток   |
| ---------------- | -------------- | ---------- |
| молдавани румуни | 1312 27        | 97,2% 2,0% |
| росіяни          | 10             | 0,7%       |
| українці         | 1              | 0,1%       |
| Всього           | 1350           | 100%       |